# Estação Observatorio (Metrô de Santiago)
A Estação Observatorio das estações do Metrô de Santiago, situada em Santiago, entre a Estação El Bosque e a Estação Copa Lo Martínez. Faz parte da Linha 2.
Foi inaugurada em 27 de novembro de 2023. Localiza-se no cruzamento da Avenida Padre Hurtado com a Avenida Observatorio. Atende a comuna de El Bosque.